# Kirchenbänke (Ebersmunster)

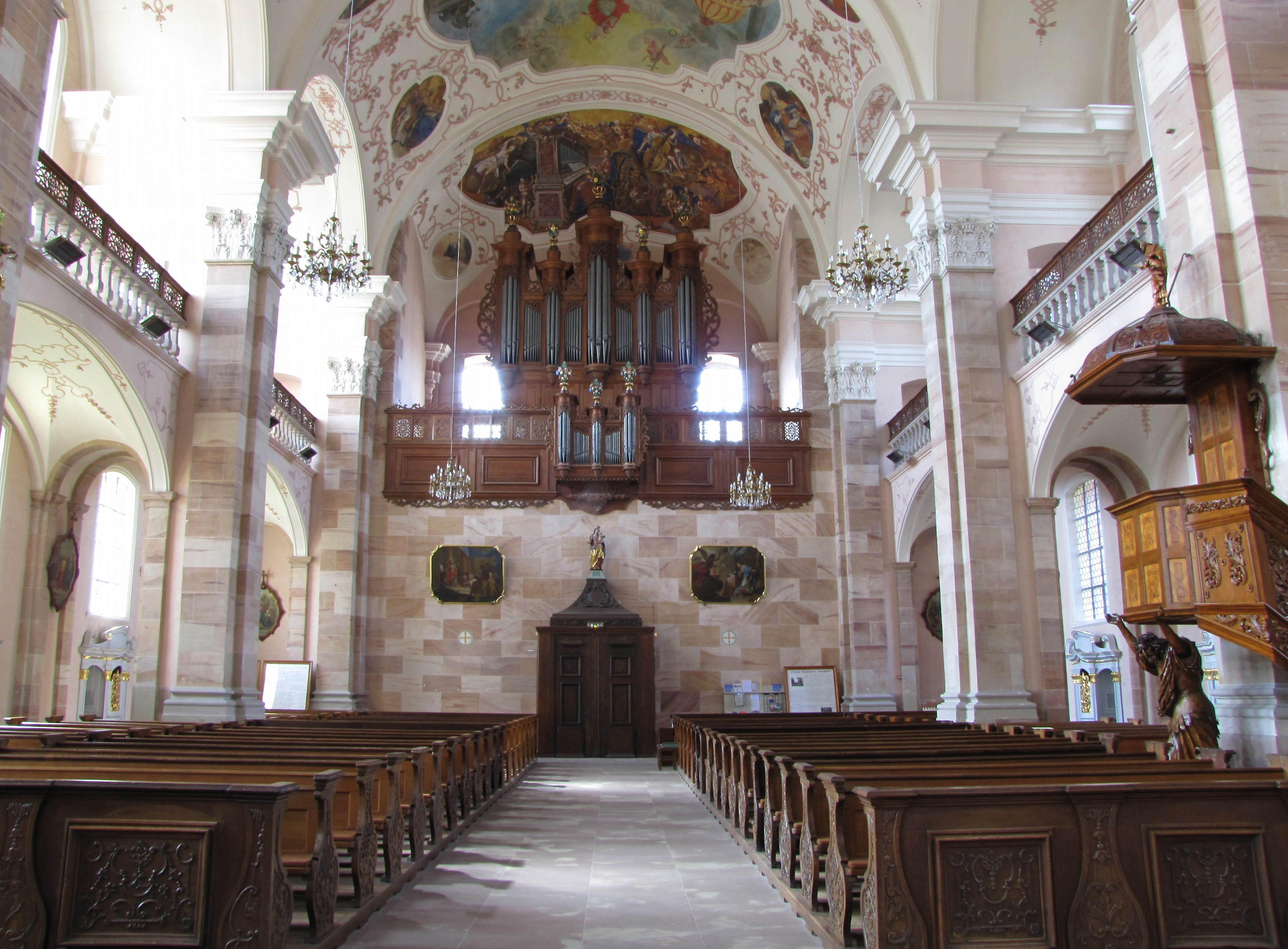
Kirchenbänke in Ebersmunster

Die Kirchenbänke in der ehemaligen Abteikirche St. Mauritius in Ebersmunster, einer französischen Gemeinde im Département Bas-Rhin der Region Grand Est (bis 2015 Elsass), wurden 1733 geschaffen. Im Jahr 1979 wurden die 30 barocken Kirchenbänke als Monument historique in die Liste der geschützten Objekte (Base Palissy) in Frankreich aufgenommen.
Die 30 Kirchenbänke aus Eichenholz im Lang- und Querhaus wurden von dem Kunsttischler Mathis Wurtzer aus Colmar gefertigt. Die Wangen der Bänke und die Rückseiten der letzten Bankreihen besitzen Schnitzereien mit floralem Dekor. 

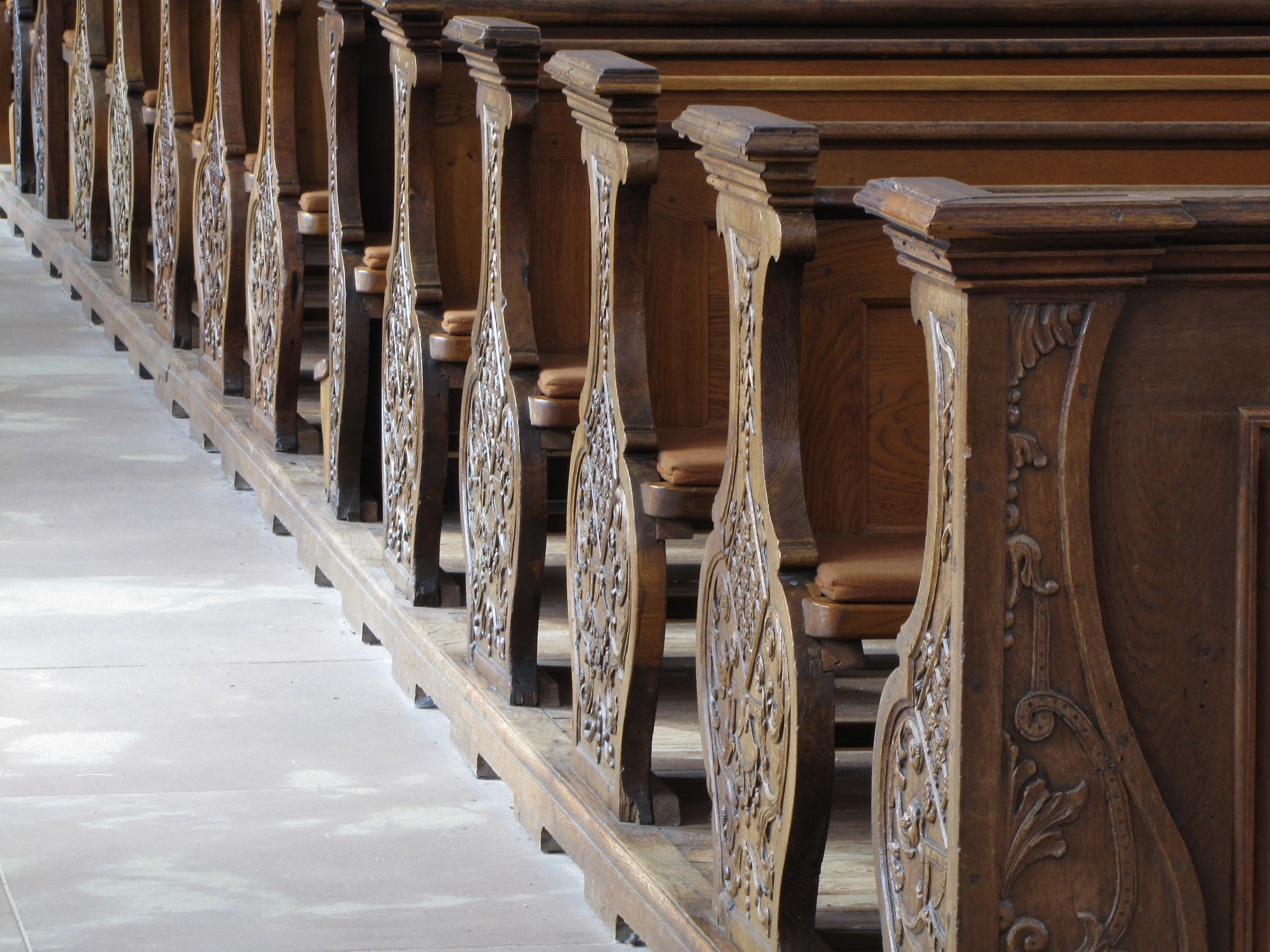
Wangen der Bänke
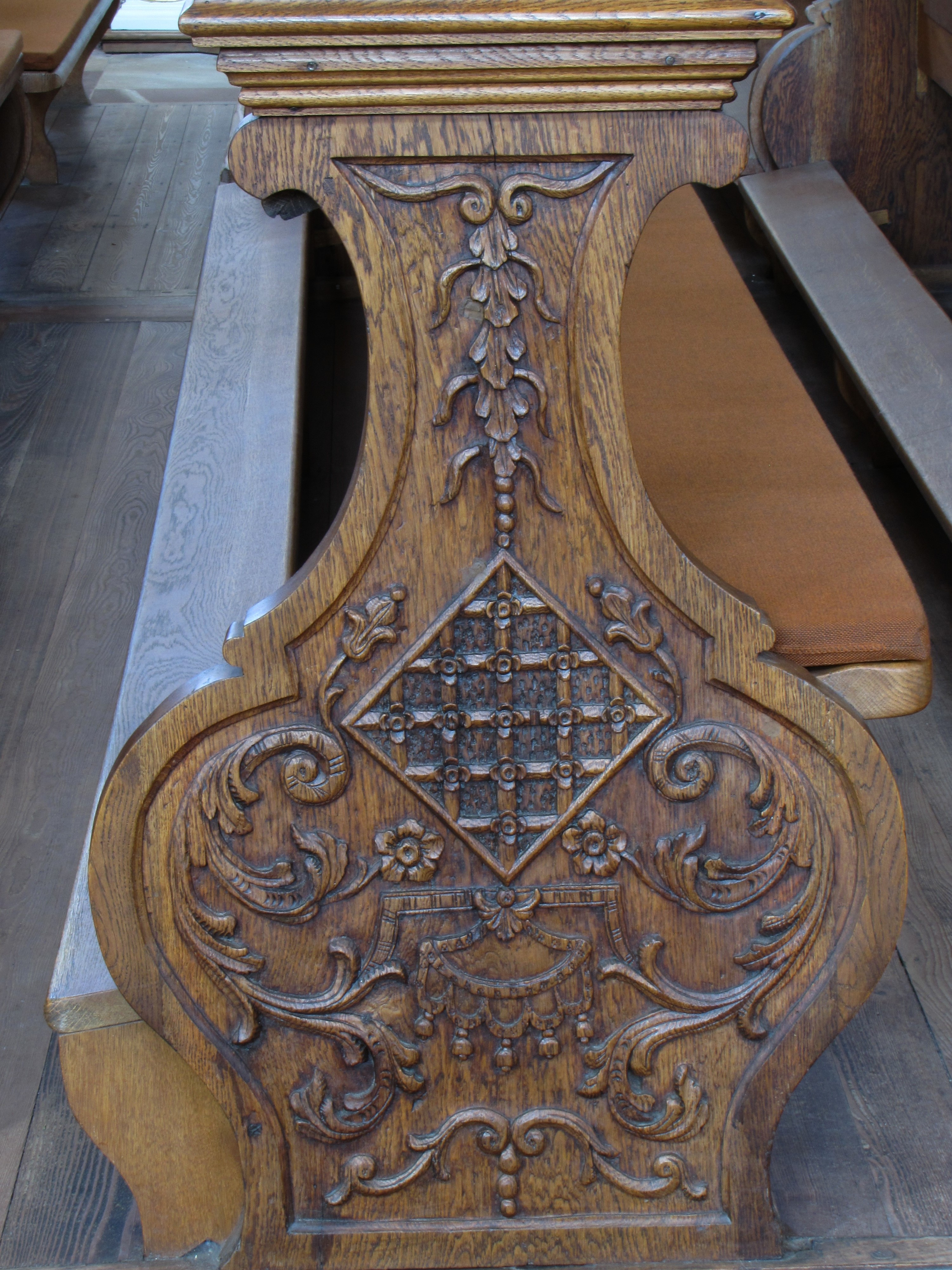
Kirchbankwange
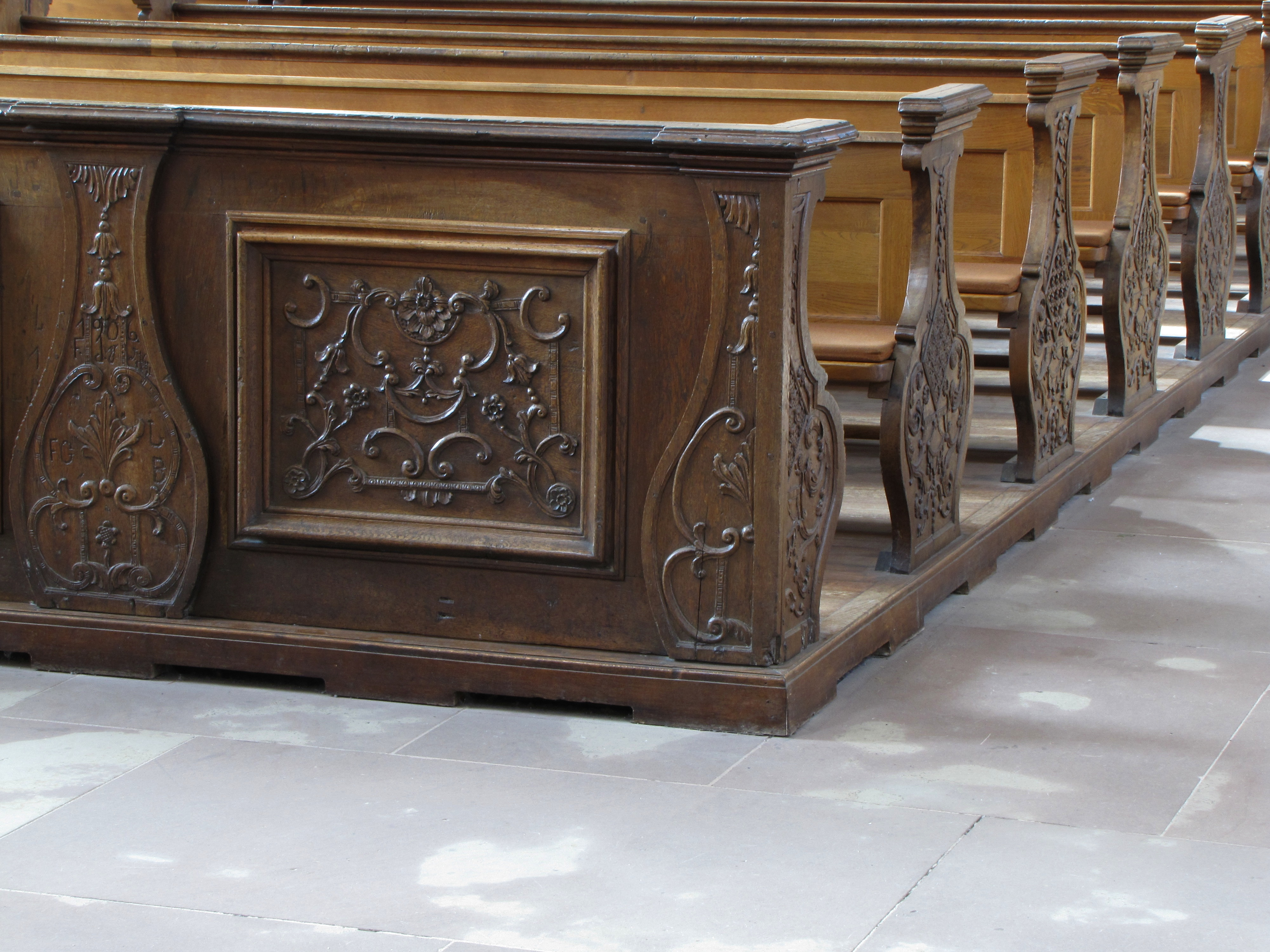
Rückseite der letzten Bank